# Iglesia de Sant'Angelo a Nilo
La Iglesia de Sant'Angelo a Nilo, también conocida como Capilla Brancaccio, es un edificio destinado al culto católico de la ciudad de Nápoles, Italia. Está localizada en Spaccanapoli, en el centro histórico de la ciudad, y es conocida por albergar una de las obras escultóricas más importantes de la ciudad: la monumental tumba del cardenal Rainaldo Brancaccio, obra de Donatello y Michelozzo.

## Historia
La iglesia se levanta en Piazzetta Nilo, pequeña plaza en el corazón de la ciudad grecorromana que recibe el nombre del dios Nilo, cuya estatua se veneraba a pocos pasos de ahí, donde en la antigüedad estaba establecida una comunidad de mercaderes egipcios.
Fue construida en 1385 como capilla de la familia Brancaccio (o Brancacci), que poseía un palacio en las cercanías, por la voluntad del cardenal Rainaldo Brancaccio; la capilla fue dedicada a los santos Ángel y Marcos. El aspecto barroco actual de la iglesia se remonta a una remodelación de 1709, obra del arquitecto Arcangelo Guglielmelli. Del edificio original, de estilo gótico catalán, solo se conserva la portada principal.

## Descripción

### Exterior

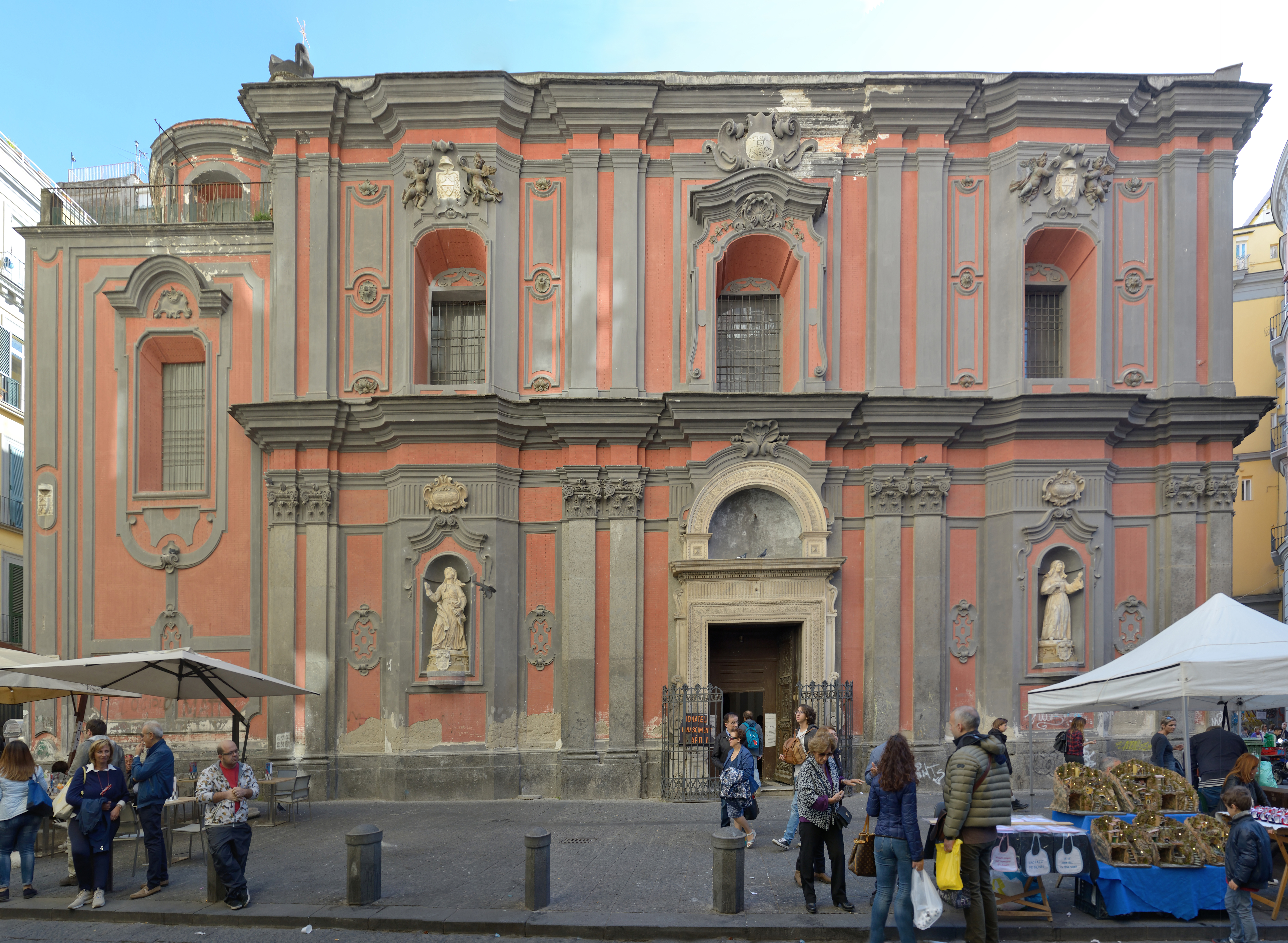
Fachada lateral.

La entrada principal, ubicada en Via Mezzocannone, presenta un arquitrabe con figuras en mediorrelieve de ángeles y santos; la luneta encima de la portada alberga un fresco con la Virgen y los Santos Miguel y Báculo presentando al cardenal Brancaccio, obra de Nicolantonio del Fiore datable al siglo XV. En el portón de madera, de la misma época, están talladas seis figuras en otros tantos paneles (tres por cada lado) de los Santos Pedro, Lorenzo, Antonio de Padua, Pablo, Juan el Evangelista y Domingo.
La portada lateral ubicada en la fachada que se asoma a Piazzetta Nilo, igualmente datable al siglo XV, presentaba en la luneta una estatua de San Miguel, posteriormente trasladada al interior de la iglesia. En la cornisa de mármol se encuentran las figuras en mediorrelieve del Arcángel Gabriel, San Juan el Bautista, San Juan de la Cruz, la Virgen de la Anunciación, San Miguel y San Inés. A los lados ed la portada, en dos hornacinas, están emplazadas las estatuas de dos santas pertenecientes a la familia Brancaccio: Candida Iuniore y Candida Seniore, esculpidas por Bartolomeo Granucci.

## Interior

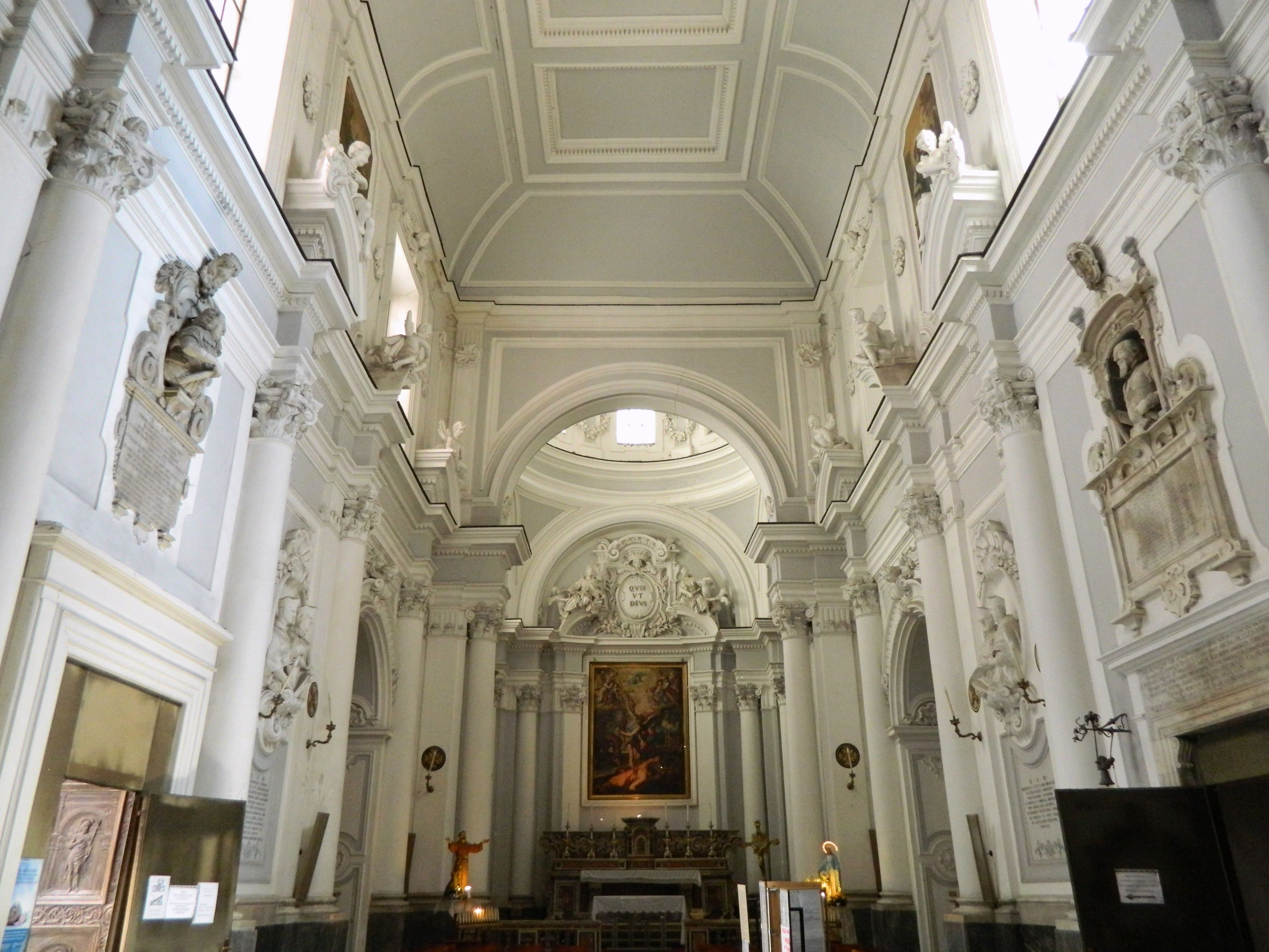
Interior de la iglesia.

La iglesia tiene una única nave, de forma rectangular, sin transepto y con dos capillas y una sacristía en el lado derecho. El interior presenta ornamentos de mármol de los siglos XVI y XVII y estucos de Guglielmelli que enmarcan lienzos de Giovan Battista Lama, entre los cuales destaca Santi in adorazione del Volto Santo, y cuatro bustos sepulcrales representando a los cardenales Nicola, Pietronicola, Morinello y Marcello Brancaccio.

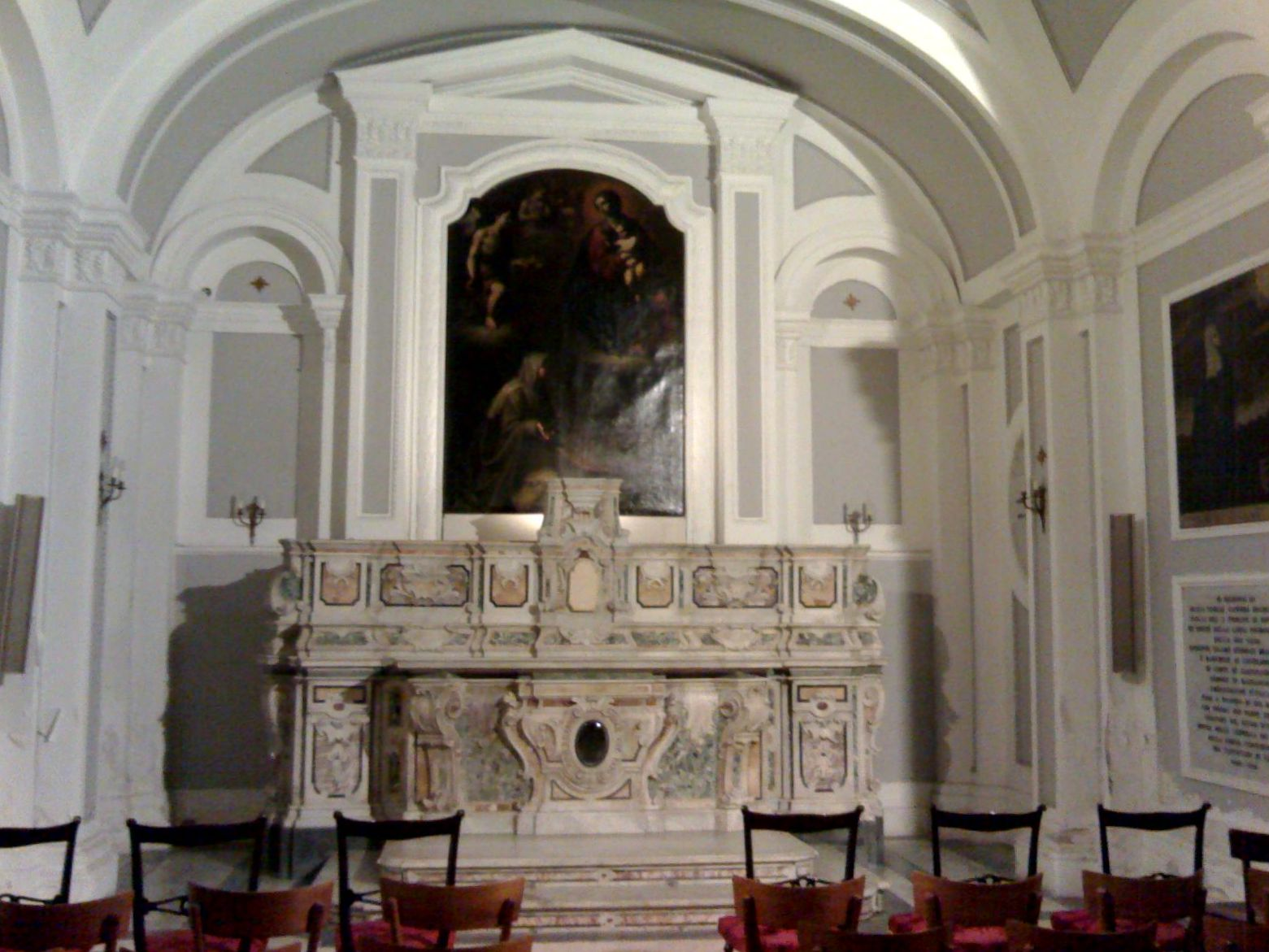
Capilla de Candida Iuniore.

En la capilla de Candida Iuniore, delimitada por una reja del siglo XVIII de latón y hierro forjado, se conservan las reliquias de Candida la Joven (siglo VI), quien fue venerada erróneamente como una santa hasta las últimas décadas del siglo XX. En la misma capilla se encuentra el retablo de la Visione di Santa Candida, obra de Carlo Sellitto, mientras que en la pared derecha está la tumba de Luis Fernando Fitz-James Stuart y Ventimiglia (mitad del siglo XIX), el tercer hijo del noble español Carlos Miguel Fitz-James Stuart y Silva.

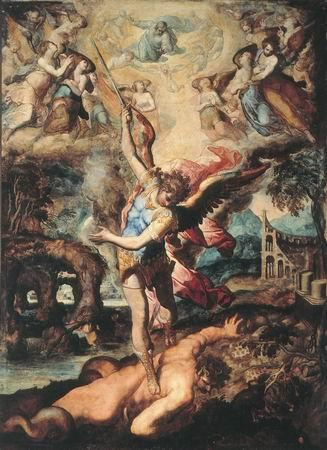
San Michele Arcangelo, pintura de Marco Pino.

En el ábside, sobre el altar está la pintura San Michele Arcangelo, realizada por Marco Pino en 1573.

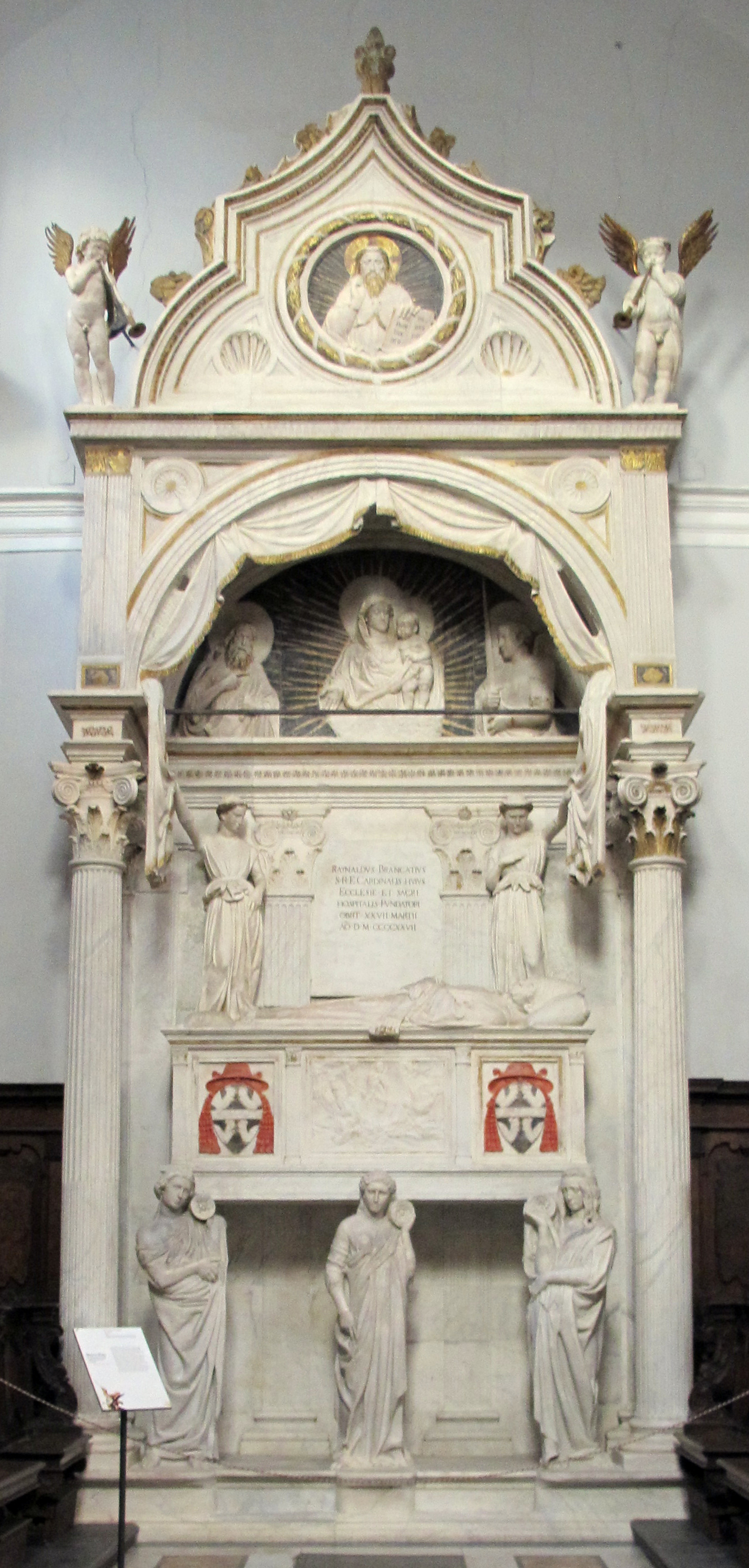
Sepulcro del cardenal Rainaldo Brancaccio.

A la derecha del altar mayor está ubicada la capilla que alberga, en su pared frontal, el sepulcro del cardenal Rainaldo Brancaccio; es una de las más relevantes esculturas en Nápoles y puede considerarse uno de los primeros y principales testimonios del pasaje del estilo gótico tardío al renacentista. Aun teniendo un tradicional baldaquino, de clara reminiscencia gótico tardía (el gusto artístico en Nápoles estaba muy influenciado por las obras de Tino di Camaino), el monumento presenta esculturas y relieves manifiestamente modernos para su tiempo. La tumba, al principio situada en una de las paredes de la iglesia original, fue esculpida en la ciudad de Pisa entre 1426 y 1428 por Donatello y otros maestros toscanos como Michelozzo y Pagno di Lapo Portigiani, y fue enviada a Nápoles por mar. En la pared izquierda de la misma capilla se puede admirar el sepulcro de Pietro Brancaccio, esculpido por Jacopo della Pila (siglo XV).

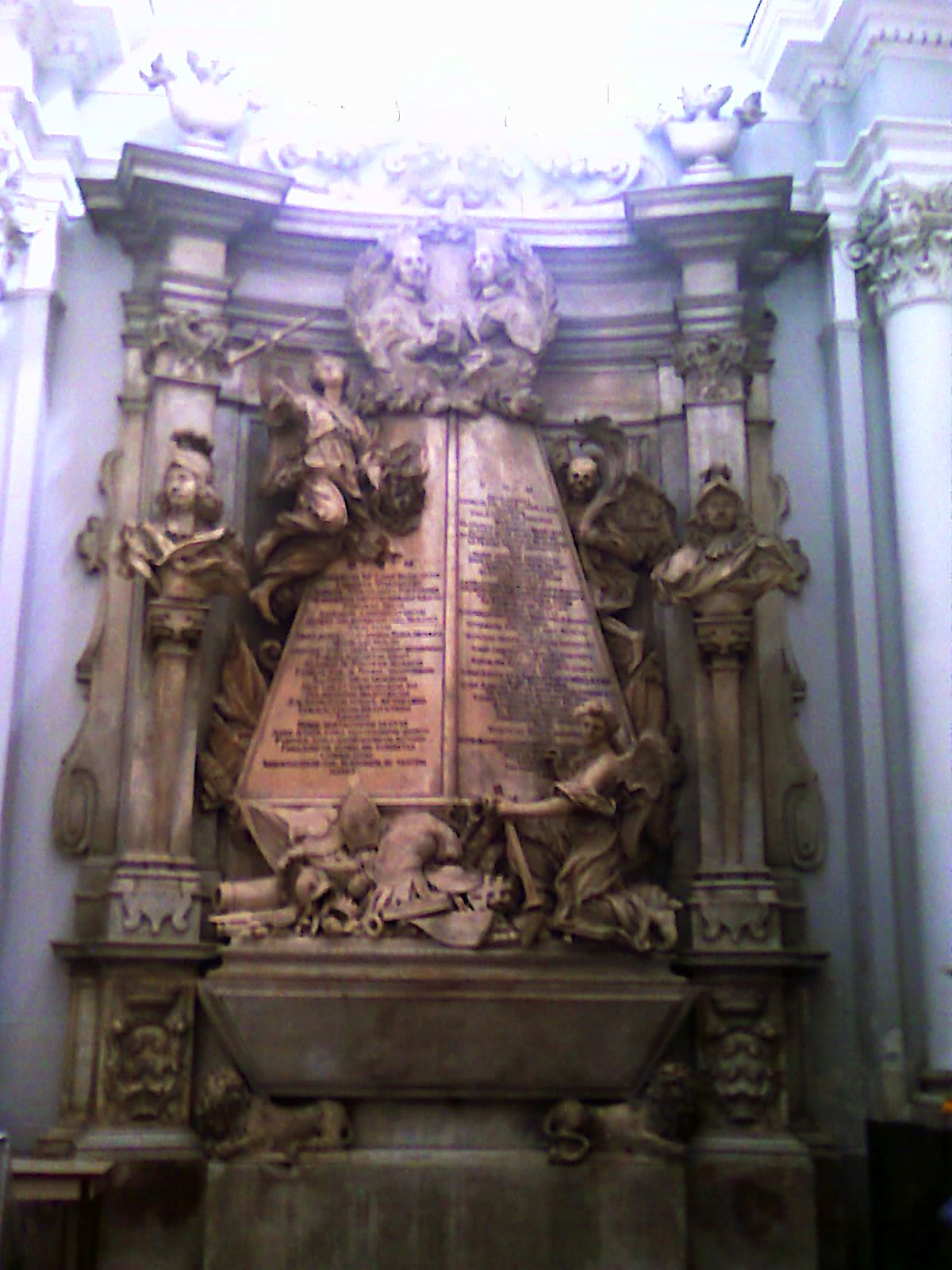
Sepulcro de los cardenales Francesco y Stefano Brancaccio.

A la izquierda del altar mayor se encuentra el sepulcro barroco de los cardenales Francesco y Stefano Brancaccio, obra de los hermanos Pietro y Bartolomeo Ghetti. El monumento, de forma piramidal, se caracteriza por la presencia de elementos que simbolizan los logros de los cardenales tanto en el ámbito eclesiástico como en el literario y el militar, puestos sobre la tomba, que está sustentada por leones y representa la base de la "pirámide". Junto a estos elementos, una Virtud es retratada mientras escribe elogios a los dos cardenales, inscritos sobre el cuerpo de la "pirámide", rodeada de la Muerte (a la derecha) y de la Fama (a la izquierda). En la cumbre está grabado un medallón con los rostros de los cardenales (tío y sobrino), mientras que alrededor de todo el monumento, en dos pilares que sirven de marco y en cuyas bases están tallados los blasones de la Casa de Brancaccio, se sitúan dos bustos representando a los mismos cardenales.

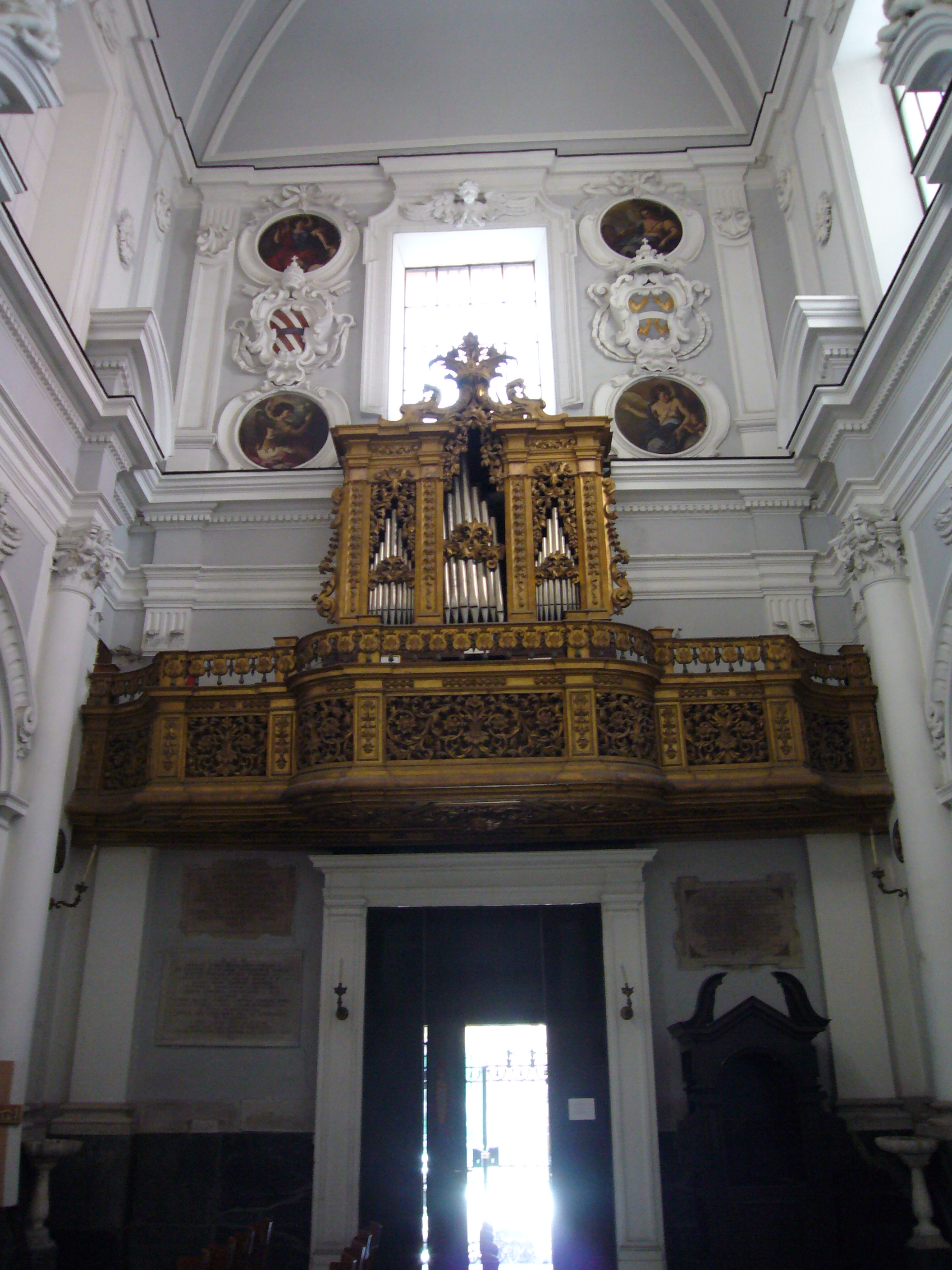
Órgano barroco.

En el coro, situado en la contrafachada, se encuentra un órgano barroco encerrado en una caja ricamente tallada y decorada, fabricado en el siglo XVIII.
En la sacristía, a la derecha de la nave, se puede admirar un sagrario de mármol colocado en la pared derecha de la sala, atribuido a Giovan Tommaso Malvito, mientras que las dos tablas de San Michele y Sant'Andrea se atribuyen a Stefano Sparano. Desde la sacristía se accede al patio del Palazzo Brancaccio, cuya fachada principal se asoma a la calle Vico Donnaromita.